# The Thundermans Return
The Thundermans Return é um filme de televisão de comédia de super-heróis americano de 2024 dirigido por Trevor Kirschner e escrito por Jed Spingarn. O filme é uma continuação da série de comédia da Nickelodeon The Thundermans (2013–18), criada por Spingarn. É estrelado por Kira Kosarin, Jack Griffo, Addison Riecke, Diego Velazquez, Maya Le Clark, Chris Tallman e Rosa Blasi, reprisando seus papéis como a família Thundermans. Dana Snyder também reprisa seu papel de voz como Dr. Colosso, ao lado de um elenco que inclui Daniele Gaither, Harvey Guillén, Helen Hong, Tanner Stine, Kenny Ridwan, Audrey Whitby, Jake Borelli, Jeff Meacham, Michael Foster, Jamieson Price e Paul F. Tompkins.
The Thundermans Return estreou simultaneamente na Nickelodeon em 7 de março de 2024 e está disponível para streaming na Paramount+.

## Enredo
Três anos após os eventos do final da série, quando meteoros atingem Metroburg, os Thundermans intervêm para salvar os cidadãos. Após o salvamento, a família quer ter uma noite divertida, mas é interrompida quando outro crime estoura. Quando outra equipe chamada "Esquadrão V" também chega, Max acaba acidentalmente deixando cair um donut gigante em um de seus membros. Devido a isso, os Thundermans são demitidos da Força-T e são enviados de volta para Hiddenville. Enquanto Hank e Barb desfrutam do retorno à cidade, Billy e Nora esperam uma vida normal no ensino médio, Max e Phoebe estão determinados a recuperar seu status de super-heróis.
Enquanto isso, Dark Mayhem, King Crab e Strongdor estão na prisão de Metroburg. O Esquadrão V se aproxima deles, revelando-se seus filhos. As crianças decidem elaborar seu próprio plano, deixando seus pais presos. Como os Thunder Twins estão desesperados para recuperar seus empregos, eles inventam a "Força da Árvore". No entanto, o resto da família prefere viver uma vida normal.
Enquanto isso, em Hiddenville High, Nora utiliza seus olhos de laser para obter amigos. Quando Billy não conseguia fazer um amigo sozinho, ele usa a mesma ideia. Irritada com isso, Nora tenta atacar Billy, enquanto este tenta evitar os ataques: isso resulta em Nora arrancando o rabo de cavalo do diretor Bradford.
De volta a casa, Barb e Hank, ainda preocupados com a segurança de Chloe, ligam para o primo Blobbin pedindo emprestado seu helicóptero para monitorar Chloe sem que ela perceba. A melhor amiga de Phoebe, Cherry, lança dois Splat Shakes que Hank encomendou de Splat Burger até o helicóptero. Com Hank não conseguindo pegá-los, eles acabam derramando e interferindo nos circuitos do helicóptero. Eles são forçados a fazer um pouso de emergência, caindo na frente de Chloe e seus amigos.
Após Max e Phoebe descobrirem que o Esquadrão V são vilões, eles vão sozinhos ao laboratório para tentar capturá-los, mas as crianças malvadas os veem e os amarram, depois disso, os Thunder Twins são enviados para um lugar misterioso chamado "The Mayhem Cafe", no qual eles são torturados pelo guia de voz pré-gravado do Dark Mayhem. Depois de escapar da caixa, eles ficam presos com uma autodestruição iminente.
Enquanto isso, os filhos dos vilões estão tentando localizar a Usina, que encontram na casa dos Thundermans. No início, Hank, que é o único a saber onde fica a Usina, se recusa a dar a eles, mas então Dark Mayhem Jr. mostra a ele em seu telefone que Max e Phoebe estão sendo torturados, então Hank concorda em dar às crianças malvadas a Usina se os Thunder Twins forem libertados depois. As crianças concordam com isso, e Hank lhes dá a Usina acreditando que os gêmeos seriam libertados, mas eles mentiram. As crianças malvadas escapam com a Usina e Max e Phoebe ainda estão presos no lugar misterioso. E quando todas as esperanças estão baixas na casa dos Thundermans, Billy encontra uma parte azul da Usina que caiu da usina e pode fazer super-heróis. Eles acabam alimentando os cidadãos com pedaços da parte azul, como o diretor Bradford e a Sra. Wong, transformando-os em super-heróis. Depois de serem transformados em super-heróis, todos eles trabalham juntos para quebrar o campo de força e conseguem. Ao ter sucesso, Chloe os teletransporta para a localização de Phoebe e Max. Com o teletransporte de Chloe precisando de uma recarga, logo antes da autodestruição, Hank soca o sistema, fazendo com que ele quebre e permitindo que eles saiam.
Depois, os Thundermans confrontam os filhos do vilão, que estão no topo do Monte Metroburg planejando liberar os pedaços vermelhos da usina dentro de um drone, fazendo com que seus pais vejam o plano. Enquanto a família derrota os vilões, o filho de Dark Mayhem, Dark Mayhem Jr., libera as peças vermelhas sobre Metroburg em um drone. Chloe se oferece para teletransportar alguém para o drone para evitar que eles afetem os cidadãos. Ela teletransporta Max e Phoebe para o drone e eles removem os pedaços vermelhos. Com Phoebe sendo cegada pelo vento, ela é soprada para a borda do drone, prestes a cair. Ela diz aos dois para se teletransportarem de volta sem ela, mas eles se recusam. Chloe pega sua mão e eles voltam para o resto da família em segurança.
Mais tarde, o Super Presidente Kickbutt volta e restabelece a Força-T. Os Thundermans concordam, mas com a condição de que sua casa em Hiddenville seja sua nova sede. A Super Presidente Kickbutt concorda e dá as boas-vindas à Força-T de volta à Liga dos Heróis.
Sem o conhecimento de todos, o Dr. Colosso recebe uma mensagem misteriosa de um ser desconhecido, prometendo uma missão especial para ele. Em seguida, a tela fica preta.

## Elenco
- Kira Kosarin como Phoebe Thunderman[1]
- Jack Griffo como Max Thunderman
- Addison Riecke como Nora Thunderman
- Diego Velazquez como Billy Thunderman
- Maya Le Clark como Chloe Thunderman
- Chris Tallman como Hank Thunderman
- Rosa Blasi como Barb Thunderman
- Harvey Guillén como Cousin Blobbin
- Dana Snyder faz a voz do  Dr. Colosso
- Helen Hong como Sra. Wong
- Tanner Stine como Oyster
- Kenny Ridwan como Gideon
- Audrey Whitby como Cherry
- Daniele Gaither como Presidente Kickbutt
- Jeff Meacham como Diretor Bradford
- Jamieson Price como Dark Mayhem

## Produção
Em 2 de março de 2023, foi anunciado que um filme sequencia da série de televisão da Nickelodeon The Thundermans, intitulado The Thundermans Return, estava em desenvolvimento na Nickelodeon Productions, para servir como um potencial piloto para uma série de revival/sequência. Todo o elenco foi convidado para retornar para o longa-metragem. Trevor Kirschner foi contratado para dirigir, com o criador e showrunner da série Jed Spingarn escrevendo o roteiro, e Zack Olin e Shauna Phelan produzindo.

## Lançamento
Em 2 de dezembro de 2023, foi anunciado que The Thundermans Return estrearia na Nickelodeon e Paramount+ em 7 de março de 2024. O primeiro teaser trailer foi lançado no mesmo mês. O segundo trailer foi lançado em 11 de fevereiro de 2024 durante o Super Bowl LVIII. Uma prévia estendida foi exibida em 21 de fevereiro de 2024. The Thundermans Return foi lançado em DVD em 2 de abril de 2024.